# Nissetjärnen, Norrbotten
Nissetjärnen är en sjö i Bodens kommun i Norrbotten och ingår i Råneälvens huvudavrinningsområde. Sjöns area är 0,033 kvadratkilometer och den befinner sig 55 meter över havet.